# مارسیلیا
مارسیلیا (به ایتالیایی: Marsiglia) یک منطقهٔ مسکونی در ایتالیا است که در داوانیا واقع شده‌است. مارسیلیا ۵۵ نفر جمعیت دارد و ۵۵۳ متر بالاتر از سطح دریا واقع شده‌است.